# Christine und Irene Hohenbüchler
Christine und Irene Hohenbüchler (* 3. Oktober 1964 in Wien) sind österreichische Zwillinge, die in vielfältiger Weise (Installationen, Objekte, Digitale Kunst, Malerei) künstlerisch tätig sind.

## Leben und Werk
Die eineiigen Zwillinge Christine und Irene Hohenbüchler wurden 1964 in Wien geboren. 1984 begannen sie ihr Studium der Bildhauerei an der Universität für angewandte Kunst Wien. Nach dem Diplom 1989 studierten sie an der Jan van Eyck Academie in Maastricht bei Guillaume Bijl und Henk Visch. Irene Hohenbüchler legte von 1987 bis 1988 ein Auslandssemester an der École nationale supérieure des arts décoratifs de Paris ein und studierte ein Semester lang bei Roy Ascott am Institut für Kommunikationstheorie an der Universität Wien.
Seit 1990 sind die Zwillingsschwestern als Künstlerpaar aktiv. In den 1990er Jahren arbeiten sie vorwiegend mit sozialen Randgruppen: Gefangenen, psychisch Kranken, Menschen mit vermehrten Bedürfnissen. Die Zusammenarbeit mit der Kunstwerkstatt in Lienz mündete in die Präsentation auf der documenta X in Kassel 1997.

„Für ihre gemeinsame Künstler-Identität verwenden die Zwillingsschwestern den Begriff multiple Autorschaft“

Von 2002 bis 2005 war Irene Hohenbüchler Gastprofessorin an der Akademie der bildenden Künste Wien. Nach einer Vertretungsprofessur von 2010 bis 2011 ist sie jetzt Professorin für Kooperative Strategien an der Kunstakademie Münster.
Christine Hohenbüchler ist seit 2002 Professorin für Zeichnen und Visuelle Sprachen am Institut Kunst und Gestaltung an der Fakultät für Architektur und Raumplanung an der TU Wien.

## Ausstellungen (Auswahl)

### Kunst im öffentlichen Raum (Auswahl)
- 2013 Choreografie einer Landschaft. 12 Projekte für den Bergpark Lohberg, Dinslaken
- 2004 Neun Wilde Gärten auf dem Gelände der Kartause Ittingen[7]
- 1997 Kommt zur Kunst Kunst im öffentlichen Raum in Langenhagen

### Einzelausstellungen
- 2017 DIALOGE 06. Human Network: Christine & Irene Hohenbüchler, in der Galerie der Schader-Stiftung des Hessischen Landesmuseums Darmstadt

### Gruppenausstellungen (Auswahl)
- 2013 Choreografie einer Landschaft 12 Projekte für den Bergpark Lohberg Bergpark Lohberg, Dinslaken
- 2012 30 Künstler / 30 Räume Neues Museum Nürnberg, Nürnberg
- 2011 Aufruf zur Alternative Kunstsammlung Nordrhein-Westfalen, Düsseldorf
- 2010 Utopie und Alltag: Im Spannungsfeld zwischen Kunst und Bildung Kunstmuseum Thun, Thun
- 2009 Common History and Its Private Stories. Geschichte und Geschichten MUSA Museum Startgalerie Artothek, Wien
- 2008 scene Österreich: Hohenbüchler / Bretterbauer Ausstellungshalle zeitgenössische Kunst Münster[8], Münster
- 2005 70/90. Engagierte Kunst Neues Museum Nürnberg, Nürnberg
- 2004 Die weite Welt Graphische Sammlung Museum Ludwig, Köln
- 1999 48. Biennale von Venedig, Venedig
- 1998 Des Eisbergs Spitze Kunsthalle Wien, Wien
- 1997 documenta 10, Kassel Naturkundemuseum

## Auszeichnungen (Auswahl)
- 2009 Niederösterreichischer Kulturpreis
- 1995 Mies van der Rohe Stipendium, Museum Haus Lange, Krefeld
- 1994/95 DAAD-Stipendium für Berlin
- 1991 Chicago-Stipendium des Bundesministeriums für Unterricht und Kunst, Wien
- 1988 Anerkennung Prix Ars Electronica, Linz